# Dinorwic (cratera)
Dinorwic é uma cratera de impacto marciana de aproximadamente 56 km em diâmetro. Ela se localiza no quadrângulo de Thaumasia a 30.4°S, 101.6°W, a noroeste da cratera Virrat e a norte da cratera Tugaske. A noroeste de Dinorwic se situa a cratera Caxias, e mais a sul se encontra a cratera Llanesco. ela recebeu este nome em referência à cidade de Dinorwic, em Ontario, Canadá. Seu nome foi aprovado pela União Astronômica Internacional em 1991. De acordo com um mapa da idade geológica da superfície de Marte baseado em dados do Serviço Geológico dos Estados Unidos, a área ao redor de Dinorwic data do período Noachiano, o que situa a idade geológica da área entre 3.8 e 3.5 bilhões de anos. Na borda da cratera, a altitude é de aproximadamente 7600 m acima da altitude zero, e em seu leito a altitude é de 5950 m, o que resulta em uma profundidade de 1.6 km.